# Abdullah Abdullah
Abdullah Abdullah (Kabul, 5 de septiembre de 1960) es un médico y político afgano. Fue presidente del "Alto Consejo Nacional de Reconciliación" (HCNR) desde mayo de 2020 hasta agosto de 2021 y fue Jefe Ejecutivo de Afganistán desde el 29 de septiembre de 2014. Fue ministro de Asuntos Exteriores de Afganistán entre el 22 de diciembre de 2001 y el 21 de marzo de 2006. Como muchos afganos, utiliza solamente un nombre, aunque se refieren a él en muchas ocasiones como Abdullah Abdullah.

## Biografía
Abdullah nació en el segundo distrito de Kārte Parwān en Kabul, en el entonces Reino de Afganistán. Es hijo de un padre pastún, Ghulam Mahyyoddin Zmaryalay, del área de Kandahar, y una madre tayika de Panjshir. Su padre se desempeñó como comisionado de tierras y auditor de la Oficina del primer ministro, así como también sirvió como Senador en los últimos años del gobierno del rey Mohamed Zahir Shah.
Estudió oftalmología en el Departamento de Medicina de la Universidad de Kabul, licenciándose en 1983 y trabajando posteriormente en la ciudad hasta 1985. Más tarde colaboró con los refugiados afganos en Pakistán, donde entró en contacto con los muyahidines. El doctor Abdullah se unió al Frente de Resistencia de Panjshir, y en 1986 se convirtió en el consejero de Ahmad Shah Masud, el líder natural del Panjshir.
Abdullah fue ministro de Exteriores del gobierno del Frente Unido Afgano desde 1998. Tras el asesinato de Massoud en 2001 pasó a ser una de las tres figuras más importantes de la Alianza del Norte y posteriormente del Gobierno Transicional Afgano junto a los ministros anteriores Mohammed Fahim y Yunus Qanuni, siendo los tres considerados los líderes de la facción de etnia tayika, aunque la madre de Abdullah es de etnia pastún. Ocupó el cargo de ministro de Asuntos Exteriores desde 2001 hasta el 21 de marzo de 2006. Fue de los pocos ministros pertenecientes a la Alianza del Norte que no perdieron su cartera tras las elecciones presidenciales de 2004.
En agosto de 2009 se presentó como independiente a las elecciones presidenciales como principal rival de Hamid Karzai según varias encuestas y analistas políticos.
En la primera vuelta de las elecciones celebradas el 20 de agosto obtuvo un 30,59% de los votos, el segundo mejor resultado detrás del Karzai. Sin embargo, las elecciones estuvieron salpicadas de múltiples escándalos de fraude y manipulación electoral en favor de Karzai provocando críticas contra él, la Comisión Electoral y las organizaciones internacionales responsables de vigilar la transparencia. Abdullah, afirmando que las condiciones en las que iba a celebrarse la segunda vuelta fijada para el siguiente 7 de noviembre serían semejantes, anunció su retirada de las elecciones; lo que se tradujo al día siguiente en la confirmación de Karzai como vencedor y presidente de Afganistán para los siguientes 5 años.
Volvió a presentarse como candidato para las elecciones presidenciales de 2014. Los sondeos preelectorales lo sitúan como unos de los principales favoritos.

## Alto Consejo Nacional de Reconciliación
El presidente reelecto de Afganistán, Ashraf Ghani, y Abdullah Abdullah, firmaron el 17 de mayo de 2020 un acuerdo para compartir el poder.
El convenio firmado luego de intensas negociaciones tras el no reconocimiento de Abdullah al resultado electoral de 2019 puso fin al diferendo entre los líderes afganos, que había paralizado la política justo cuando el país afronta una difícil negociación con los talibanes dentro del Proceso de paz afgano. Este acuerdo tuvo la presión con la visita del Secretario de Estado de los Estados Unidos el cual indicó que si los líderes no llegaban a un acuerdo, ese país retiraría la ayuda económica que les brinda.